# Copa Libertadores 2019
Copa Libertadores 2019 – 60. edycja rozgrywek piłkarskich Copa Libertadores o miano najlepszej drużyny klubowej konfederacji CONMEBOL. Zwycięzca rozgrywek otrzymał prawo reprezentowania strefy CONMEBOL na Klubowych Mistrzostwach Świata, a także prawo występu w meczu o Recopa Sudamericana w roku 2020. Finał został rozegrany 23 listopada 2019 roku. Początkowo areną starcia finałowego miał być Estadio Nacional de Chile w Santiago, jednak na skutek protestów w Chile przeniesiono go do Limy. Obrońcą tytułu była argentyńska drużyna River Plate, jednak trofeum trafiło do drużyny CR Flamengo.
Rozgrywki składały się z 3 części:
- fazy kwalifikacyjnej,
- fazy grupowej,
- fazy pucharowej.

## Zmiana formatu
Od tego sezonu finał turnieju rozgrywany będzie w formacie jednego meczu na stadionie wybranym na początku sezonu przez CONMEBOL, zamiast dotychczas stosowanego systemu mecz i rewanż na stadionach drużyn, które awansowały do finału. 11 czerwca 2018 roku na kongresie CONMEBOL w Moskwie zostało potwierdzone, że mecz finałowy odbędzie się 23 listopada 2019 roku.

## Podział miejsc
47 miejsc w rozgrywkach zostało podzielonych przez CONMEBOL na poszczególne federacje w formacie:
- zdobywca Copa Libertadores 2018,
- zdobywca Copa Sudamericana 2018,

| Federacja | Ilość drużyn |
| --------- | ------------ |
| Brazylia  | 7 miejsc     |
| Argentyna | 6 miejsc     |
| Chile     | 4. miejsca   |
| Kolumbia  | 4. miejsca   |
| Boliwia   | 4. miejsca   |
| Ekwador   | 4. miejsca   |
| Paragwaj  | 4. miejsca   |
| Peru      | 4. miejsca   |
| Urugwaj   | 4. miejsca   |
| Wenezuela | 4. miejsca   |

## Szczegółowy podział miejsc
|                                     | Drużyny rozpoczynające udział | Zwycięzcy poprzedniej rundy                                  |
| ----------------------------------- | --- | ------------------------------------------------------------ |
| I runda kwalifikacyjna (6 drużyn)   | - zespoły z miejsca 4 federacji Boliwii, Ekwadoru, Paragwaju, Peru, Urugwaju i Wenezueli (6 drużyn)                                                                                    |                                                              |
| II runda kwalifikacyjna (16 drużyn) | - zespoły z miejsc 6-7 Brazylii (2 drużyny) - zespół z miejsca 6 Argentyny - zespoły z miejsc 3-4 Chile i Kolumbii (4 drużyny) - zespoły z miejsc 3 pozostałych federacji (6 drużyn)   | - 3 zwycięzców I rundy kwalifikacyjnej                       |
| III runda kwalifikacyjna (8 drużyn) | | - 8 zwycięzców II rundy kwalifikacyjnej                      |
| Faza grupowa (32 drużyny)           | - zdobywca Copa Libertadores 2018 - zdobywca Copa Sudamericana 2018 - zespoły z miejsc 1-5 Brazylii i Argentyny (10 drużyn) - zespoły z miejsc 1-2 pozostałych 8 federacji (16 drużyn) | - 4 zwycięzców III rundy kwalifikacyjnej                     |
| Faza pucharowa (16 drużyn)          | | - zwycięzcy grup (8 drużyn) - wicemistrzowie grup (8 drużyn) |

O tym w jaki sposób drużyny w poszczególnych krajach zdobywają kwalifikacje decydują związki krajowe.

## Drużyny uczestniczące
| Federacja                | Drużyna (Miejsce)                        | Zaczyna od                      | Sposób kwalifikacji |
| ------------------------ | ---------------------------------------- | ------------------------------- | --- |
| Argentyna · 6 + 1 miejsc | River Plate (Copa Libertadores)          | fazy grupowej                   | Copa Libertadores 2018 zwycięzca                                                                                          |
| Argentyna · 6 + 1 miejsc | Boca Juniors (Argentina 1)               | fazy grupowej                   | Primera División 2017/2018 zwycięzca                                                                                      |
| Argentyna · 6 + 1 miejsc | Godoy Cruz (Argentina 2)                 | fazy grupowej                   | Primera División 2017/2018 2. miejsce                                                                                     |
| Argentyna · 6 + 1 miejsc | San Lorenzo (Argentina 3)                | fazy grupowej                   | Primera División 2017/2018 3. miejsce                                                                                     |
| Argentyna · 6 + 1 miejsc | Huracán (Argentina 4)                    | fazy grupowej                   | Primera División 2017/2018 4. miejsce                                                                                     |
| Argentyna · 6 + 1 miejsc | Rosario Central (Argentina 5)            | fazy grupowej                   | Copa Argentina 2017/18 zwycięzca                                                                                          |
| Argentyna · 6 + 1 miejsc | Talleres Córdoba (Argentina 6)           | drugiej rundy kwalifikacyjnej   | Primera División 2017/2018 5. miejsce                                                                                     |
| Boliwia · 4 miejsca      | Jorge Wilstermann (Bolivia 1)            | fazy grupowej                   | 2018 Apertura zwycięzca                                                                                                   |
| Boliwia · 4 miejsca      | San José (Bolivia 2)                     | fazy grupowej                   | 2018 Clausura zwycięzca                                                                                                   |
| Boliwia · 4 miejsca      | The Strongest (Bolivia 3)                | drugiej rundy kwalifikacyjnej   | 2018 Clausura drugie miejsce                                                                                              |
| Boliwia · 4 miejsca      | Bolívar (Bolivia 4)                      | pierwszej rundy kwalifikacyjnej | Liga de Fútbol Profesional Boliviano 2018 najlepszy zespół w tabeli łączonej nie zakwalifikowany w inny sposób            |
| Brazylia · 7 + 1 miejsc  | Athletico Paranaense (Copa Sudamericana) | fazy grupowej                   | Copa Sudamericana 2018 zwycięzca                                                                                          |
| Brazylia · 7 + 1 miejsc  | SE Palmeiras (Brazil 1)                  | fazy grupowej                   | Campeonato Brasileiro Série A 2018 zwycięzca                                                                              |
| Brazylia · 7 + 1 miejsc  | Cruzeiro (Brazil 2)                      | fazy grupowej                   | Copa do Brasil 2018 zwycięzca                                                                                             |
| Brazylia · 7 + 1 miejsc  | CR Flamengo (Brazil 3)                   | fazy grupowej                   | Campeonato Brasileiro Série A 2018 2. miejsce                                                                             |
| Brazylia · 7 + 1 miejsc  | Internacional (Brazil 4)                 | fazy grupowej                   | Campeonato Brasileiro Série A 2018 3. miejsce                                                                             |
| Brazylia · 7 + 1 miejsc  | Grêmio (Brazil 5)                        | fazy grupowej                   | Campeonato Brasileiro Série A 2018 4. miejsce                                                                             |
| Brazylia · 7 + 1 miejsc  | São Paulo FC (Brazil 6)                  | drugiej rundy kwalifikacyjnej   | Campeonato Brasileiro Série A 2018 5. miejsce                                                                             |
| Brazylia · 7 + 1 miejsc  | Atlético Mineiro (Brazil 7)              | drugiej rundy kwalifikacyjnej   | Campeonato Brasileiro Série A 2018 6. miejsce                                                                             |
| Chile · 4 miejsca        | CD Universidad Católica (Chile 1)        | fazy grupowej                   | Primera División de Chile 2018 zwycięzca                                                                                  |
| Chile · 4 miejsca        | Universidad de Concepción (Chile 2)      | fazy grupowej                   | Primera División de Chile 2018 2. miejsce                                                                                 |
| Chile · 4 miejsca        | Club Universidad de Chile (Chile 3)      | drugiej rundy kwalifikacyjnej   | Primera División de Chile 2018 3. miejsce                                                                                 |
| Chile · 4 miejsca        | Palestino (Chile 4)                      | drugiej rundy kwalifikacyjnej   | Copa Chile 2018 zwycięzca                                                                                                 |
| Ekwador · 4 miejsca      | LDU Quito (Ecuador 1)                    | fazy grupowej                   | Serie A 2018 zwycięzca |
| Ekwador · 4 miejsca      | Emelec (Ecuador 2)                       | fazy grupowej                   | Serie A 2018 2. miejsce                                                                                                   |
| Ekwador · 4 miejsca      | Barcelona SC (Ecuador 3)                 | drugiej rundy kwalifikacyjnej   | Serie A 2018 najlepszy zespół w tabeli łączonej nie zakwalifikowany w inny sposób                                         |
| Ekwador · 4 miejsca      | Delfín (Ecuador 4)                       | pierwszej rundy kwalifikacyjnej | Serie A 2018 drugi, najlepszy zespół w tabeli łączonej nie zakwalifikowany w inny sposób                                  |
| Kolumbia · 4 miejsca     | Deportes Tolima (Colombia 1)             | fazy grupowej                   | Categoría Primera A 2018 Apertura zwycięzca                                                                               |
| Kolumbia · 4 miejsca     | Atlético Junior (Colombia 2)             | fazy grupowej                   | Categoría Primera A 2018 Finalización zwycięzca                                                                           |
| Kolumbia · 4 miejsca     | Independiente Medellín (Colombia 3)      | drugiej rundy kwalifikacyjnej   | Categoría Primera A 2018 najlepszy zespół w tabeli łączonej nie zakwalifikowany w inny sposób                             |
| Kolumbia · 4 miejsca     | Atlético Nacional (Colombia 4)           | drugiej rundy kwalifikacyjnej   | Copa Colombia 2018 zwycięzca                                                                                              |
| Paragwaj · 4 miejsca     | Olimpia (Paraguay 1)                     | fazy grupowej                   | Primera división paraguaya 2018 Apertura i Clausura zwycięzca                                                             |
| Paragwaj · 4 miejsca     | Cerro Porteño (Paraguay 2)               | fazy grupowej                   | Primera división paraguaya 2018 najlepszy zespół w tabeli łączonej nie zakwalifikowany w inny sposób                      |
| Paragwaj · 4 miejsca     | Libertad (Paraguay 3)                    | drugiej rundy kwalifikacyjnej   | Primera división paraguaya 2018 drugi, najlepszy zespół w tabeli łączonej nie zakwalifikowany w inny sposób               |
| Paragwaj · 4 miejsca     | Nacional (Paraguay 4)                    | pierwszej rundy kwalifikacyjnej | Primera división paraguaya 2018 trzeci, najlepszy zespół w tabeli łączonej nie zakwalifikowany w inny sposób              |
| Peru · 4 miejsca         | Sporting Cristal (Peru 1)                | fazy grupowej                   | Primera División Peruana 2018 Descentralizado zwycięzca                                                                   |
| Peru · 4 miejsca         | Alianza (Peru 2)                         | fazy grupowej                   | Primera División Peruana 2018 Descentralizado 2. miejsce                                                                  |
| Peru · 4 miejsca         | Melgar (Peru 3)                          | drugiej rundy kwalifikacyjnej   | Primera División Peruana 2018 Descentralizado najlepszy zespół w tabeli łączonej nie zakwalifikowany w inny sposób        |
| Peru · 4 miejsca         | Real Garcilaso (Peru 4)                  | pierwszej rundy kwalifikacyjnej | Primera División Peruana 2018 Descentralizado drugi, najlepszy zespół w tabeli łączonej nie zakwalifikowany w inny sposób |
| Urugwaj · 4 miejsca      | Peñarol (Uruguay 1)                      | fazy grupowej                   | Primera División Uruguaya 2018 zwycięzca                                                                                  |
| Urugwaj · 4 miejsca      | Nacional (Uruguay 2)                     | fazy grupowej                   | Primera División Uruguaya 2018 2. miejsce                                                                                 |
| Urugwaj · 4 miejsca      | Danubio (Uruguay 3)                      | drugiej rundy kwalifikacyjnej   | Primera División Uruguaya 2018 najlepszy zespół w tabeli łączonej nie zakwalifikowany w inny sposób                       |
| Urugwaj · 4 miejsca      | Defensor Sporting (Uruguay 4)            | pierwszej rundy kwalifikacyjnej | Primera División Uruguaya 2018 najlepszy zespół nie zakwalifikowany w inny sposób                                         |
| Wenezuela · 4 miejsca    | Zamora (Venezuela 1)                     | fazy grupowej                   | Primera División Venezolana 2018 zwycięzca                                                                                |
| Wenezuela · 4 miejsca    | Deportivo Lara (Venezuela 2)             | fazy grupowej                   | Primera División Venezolana 2018 2. miejsce                                                                               |
| Wenezuela · 4 miejsca    | Caracas FC (Venezuela 3)                 | drugiej rundy kwalifikacyjnej   | Primera División Venezolana 2018 najlepszy zespół w tabeli łączonej nie zakwalifikowany w inny sposób                     |
| Wenezuela · 4 miejsca    | Deportivo La Guaira (Venezuela 4)        | pierwszej rundy kwalifikacyjnej | Primera División Venezolana 2018 drugi, najlepszy zespół w tabeli łączonej nie zakwalifikowany w inny sposób              |

## Terminarz
Terminarz rozgrywek ogłoszono 10 sierpnia 2018 roku. Względem poprzedniej edycji zredukowano liczbę terminów w fazie grupowej z ośmiu do sześciu. Zrezygnowano również z rozgrywania meczów pierwszej rundy kwalifikacyjnej w piątek i poniedziałek, zamiast tego przeniesiono je na dni od wtorku do czwartku. Terminarz zakładał rozpoczęcie fazy pucharowej 2 lipca 2019 roku, jednak w grudniu 2018 roku ogłoszono, że turniej Copa America 2019 rozegrany zostanie w dniach 14 czerwca - 7 lipca 2019. Federacja piłkarska Brazylii na swojej stronie opublikowała kalendarz, który zawierał zmodyfikowane terminy w fazie pucharowej Copa Libertadores.
Poniżej przedstawiono terminarz rozgrywek:
| Faza           | Runda                         | Pierwszy mecz         | Drugi mecz                 |
| -------------- | ----------------------------- | --------------------- | -------------------------- |
| Kwalifikacje   | Pierwsza runda kwalifikacyjna | 22-24 stycznia 2019   | 29-31 stycznia 2019        |
| Kwalifikacje   | Druga runda kwalifikacyjna    | 5-7 lutego 2019       | 12-14 lutego 2019          |
| Kwalifikacje   | Trzecia runda kwalifikacyjna  | 19-21 lutego 2019     | 26-28 lutego 2019          |
| Faza grupowa   | Termin 1                      | 5-7 marca 2019        | 5-7 marca 2019             |
| Faza grupowa   | Termin 2                      | 12-14 marca 2019      | 12-14 marca 2019           |
| Faza grupowa   | Termin 3                      | 26-28 marca 2019      | 26-28 marca 2019           |
| Faza grupowa   | Termin 4                      | 9-11 kwietnia 2019    | 9-11 kwietnia 2019         |
| Faza grupowa   | Termin 5                      | 23-25 kwietnia 2019   | 23-25 kwietnia 2019        |
| Faza grupowa   | Termin 6                      | 7-9 maja 2019         | 7-9 maja 2019              |
| Faza pucharowa | 1/8 finału                    | 23-25 lipca 2019      | 30 lipca - 1 sierpnia 2019 |
| Faza pucharowa | Ćwierćfinały                  | 20-22 sierpnia 2019   | 27-29 sierpnia 2019        |
| Faza pucharowa | Półfinały                     | 1-3 października 2019 | 22-24 października 2019    |
| Faza pucharowa | Finał                         | 23 listopada 2019     | 23 listopada 2019          |

## Faza kwalifikacyjna

### I runda kwalifikacyjna
Do startu w I rundzie kwalifikacyjnej uprawniono 6 drużyn, z czego 3 zostały rozstawione.
| Drużyna 1                            | Wynik dwumeczu | Drużyna 2         | Pierwszy mecz | Drugi mecz |
| ------------------------------------ | -------------- | ----------------- | ------------- | ---------- |
| Delfín                               | 5:1            | Club Nacional     | 3:0           | 2:1        |
| Deportivo La Guaira                  | 2:2 (br. wyj.) | Real Garcilaso    | 1:0           | 1:2        |
| Club Bolívar                         | 5:6            | Defensor Sporting | 2:4           | 3:2        |
| Po lewej gospodarz pierwszego meczu. |                |                   |               |            |

### II runda kwalifikacyjna
Do startu w II rundzie kwalifikacyjnej uprawniono 16 drużyn (3 z poprzedniej rundy), z czego 8 zostały rozstawione.
| Drużyna 1                            | Wynik dwumeczu | Drużyna 2                 | Pierwszy mecz | Drugi mecz |
| ------------------------------------ | -------------- | ------------------------- | ------------- | ---------- |
| Danubio                              | 4:5            | Atlético Mineiro          | 2:2           | 2:3        |
| Melgar                               | 1:0            | Club Universidad de Chile | 1:0           | 0:0        |
| The Strongest                        | 2:6            | Club Libertad             | 1:1           | 0:5        |
| Palestino                            | 2:2 (k. 4:1)   | Independiente Medellín    | 1:1           | 1:1        |
| Talleres Córdoba                     | 2:0            | São Paulo FC              | 2:0           | 0:0        |
| Deportivo La Guaira                  | 0:1            | Atlético Nacional         | 0:1           | 0:0        |
| Delfín                               | 1:1 (br. wyj.) | Caracas                   | 1:1           | 0:0        |
| Defensor Sporting                    | 3:1            | Barcelona SC              | 3:0           | 0:1        |
| Po lewej gospodarz pierwszego meczu. |                |                           |               |            |

### III runda kwalifikacyjna
Do startu w III rundzie kwalifikacyjnej uprawniono 8 drużyn z poprzedniej rundy.
| Drużyna 1                            | Wynik dwumeczu | Drużyna 2         | Pierwszy mecz | Drugi mecz |
| ------------------------------------ | -------------- | ----------------- | ------------- | ---------- |
| Defensor Sporting                    | 0:2            | Atlético Mineiro  | 0:2           | 0:0        |
| Melgar                               | 3:2            | Caracas           | 2:0           | 1:2        |
| Club Libertad                        | 1:1 (k. 5:4)   | Atlético Nacional | 1:0           | 0:1        |
| Talleres Córdoba                     | 3:4            | Palestino         | 2:2           | 1:2        |
| Po lewej gospodarz pierwszego meczu. |                |                   |               |            |

Ranking drużyn do Copa Sudamericana
Klasyfikacja drużyn, które odpadły w III rundzie kwalifikacyjnej została sporządzona na podstawie wyników meczów tych czterech drużyn w III rundzie kwalifikacyjnej. Na tej podstawie dwie najwyżej sklasyfikowane drużyny uzyskały przepustkę do Copa Sudamericana 2019.
| Awans do Copa Sudamericana 2019 |

| Lp. | Drużyna           | M | Z | R | P | Bramki | Bramki | +/– | Pkt |
| --- | ----------------- | - | - | - | - | ------ | ------ | --- | --- |
| 1   | Atlético Nacional | 2 | 1 | 0 | 1 | 1      | 1      | 0   | 3   |
| 2   | Caracas           | 2 | 1 | 0 | 1 | 2      | 3      | −1  | 3   |
| 3   | Talleres Córdoba  | 2 | 0 | 1 | 1 | 3      | 4      | −1  | 1   |
| 4   | Defensor Sporting | 2 | 0 | 1 | 1 | 0      | 2      | −2  | 1   |

## Faza grupowa
Losowanie odbyło się 21 grudnia w Luque w Paragwaju. Do startu w fazie grupowej uprawnione są 32 drużyny (w tym 4 zwycięzców III rundy kwalifikacyjnej oraz zwycięzca Copa Sudamericana z poprzedniego sezonu). W trakcie losowania zespoły zostały rozdzielone na 4 koszyki, następnie rozlosowane i podzielone na 8 grup po 4 drużyny każda. Do jednej grupy nie będą mogły trafić drużyny z tego samego koszyka i federacji, z wyjątkiem drużyn, które uzyskały awans z III rundy kwalifikacyjnej, ponieważ w momencie losowania nie były znane drużyny, które awansują z eliminacji.
Wszystkie zespoły zagrają ze sobą dwukrotnie – po 2 najlepsze z każdej grupy awansują do fazy pucharowej, drużyny z 3. miejsc otrzymają prawo gry w drugiej rundzie Copa Sudamericana.
| Kolory w tabeli grup                                                 |
| -------------------------------------------------------------------- |
| Zespoły z miejsc 1. i 2. awansują do 1/8 finału                      |
| Zespół z miejsca 3. awansuje do drugiej rundy Copa Sudamericana 2019 |

Zasady ustalania kolejności w tabeli:
1. liczba zdobytych punktów w całej rundzie;
2. różnica bramek w całej rundzie;
3. łączna liczba bramek zdobytych w całej rundzie;
4. łączna liczba bramek zdobytych na wyjeździe w całej rundzie;
5. miejsce drużyny w rankingu CONMEBOL.

### Grupa A
| Lp. | Drużyna              | M | Z | R | P | Bramki | Bramki | +/– | Pkt |
| --- | -------------------- | - | - | - | - | ------ | ------ | --- | --- |
| 1   | SC Internacional (A) | 6 | 4 | 2 | 0 | 11     | 6      | +5  | 14  |
| 2   | River Plate (A)      | 6 | 2 | 4 | 0 | 10     | 5      | +5  | 10  |
| 3   | Palestino (CS)       | 6 | 2 | 1 | 3 | 7      | 7      | 0   | 7   |
| 4   | Alianza Lima         | 6 | 0 | 1 | 5 | 2      | 12     | −10 | 1   |

|                  | RPL | IPA | ALL | PAL |
| ---------------- | --- | --- | --- | --- |
| River Plate      | –   | 2:2 | 3:0 | 0:0 |
| SC Internacional | 2:2 | –   | 2:0 | 3:2 |
| Alianza Lima     | 1:1 | 0:1 | –   | 1:2 |
| Palestino        | 0:2 | 0:1 | 3:0 | –   |

### Grupa B
| Lp. | Drużyna             | M | Z | R | P | Bramki | Bramki | +/– | Pkt |
| --- | ------------------- | - | - | - | - | ------ | ------ | --- | --- |
| 1   | Cruzeiro EC (A)     | 6 | 5 | 0 | 1 | 11     | 2      | +9  | 15  |
| 2   | CS Emelec (A)       | 6 | 2 | 3 | 1 | 6      | 5      | +1  | 9   |
| 3   | Deportivo Lara (CS) | 6 | 1 | 2 | 3 | 4      | 10     | −6  | 5   |
| 4   | Atlético Huracán    | 6 | 1 | 1 | 4 | 5      | 9      | −4  | 4   |

|                  | CRU | EGU | HUR | DLA |
| ---------------- | --- | --- | --- | --- |
| Cruzeiro EC      | –   | 1:2 | 4:0 | 2:0 |
| CS Emelec        | 0:1 | –   | 0:0 | 2:2 |
| Atlético Huracán | 0:1 | 1:2 | –   | 3:0 |
| Deportivo Lara   | 0:2 | 0:0 | 2:1 | –   |

### Grupa C
| Lp. | Drużyna                   | M | Z | R | P | Bramki | Bramki | +/– | Pkt |
| --- | ------------------------- | - | - | - | - | ------ | ------ | --- | --- |
| 1   | Olimpia (A)               | 6 | 2 | 3 | 1 | 9      | 6      | +3  | 9   |
| 2   | Godoy Cruz (A)            | 6 | 2 | 3 | 1 | 5      | 3      | +2  | 9   |
| 3   | Sporting Cristal (CS)     | 6 | 2 | 1 | 3 | 8      | 11     | −3  | 7   |
| 4   | Universidad de Concepción | 6 | 1 | 3 | 2 | 9      | 11     | −2  | 6   |

|                           | OLA | SCR | GOD | UCO |
| ------------------------- | --- | --- | --- | --- |
| Olimpia                   | –   | 0:1 | 2:1 | 1:1 |
| Sporting Cristal          | 0:3 | –   | 1:1 | 2:0 |
| Godoy Cruz                | 0:0 | 2:0 | –   | 1:0 |
| Universidad de Concepción | 3:3 | 5:4 | 0:0 | –   |

### Grupa D
| Lp. | Drużyna         | M | Z | R | P | Bramki | Bramki | +/– | Pkt |
| --- | --------------- | - | - | - | - | ------ | ------ | --- | --- |
| 1   | CR Flamengo (A) | 6 | 3 | 1 | 2 | 11     | 5      | +6  | 10  |
| 2   | LDU Quito (A)   | 6 | 3 | 1 | 2 | 12     | 8      | +4  | 10  |
| 3   | CA Peñarol (CS) | 6 | 3 | 1 | 2 | 7      | 5      | +2  | 10  |
| 4   | San José        | 6 | 1 | 1 | 4 | 7      | 19     | −12 | 4   |

|             | CAP | FLA | LDU | SJO |
| ----------- | --- | --- | --- | --- |
| CA Peñarol  | –   | 0:0 | 1:0 | 4:0 |
| CR Flamengo | 0:1 | –   | 3:1 | 6:1 |
| LDU Quito   | 2:0 | 2:1 | –   | 4:0 |
| San José    | 3:1 | 0:1 | 3:3 | –   |

### Grupa E
| Lp. | Drużyna               | M | Z | R | P | Bramki | Bramki | +/– | Pkt |
| --- | --------------------- | - | - | - | - | ------ | ------ | --- | --- |
| 1   | Cerro Porteño (A)     | 6 | 4 | 1 | 1 | 10     | 5      | +5  | 13  |
| 2   | Club Nacional (A)     | 6 | 4 | 1 | 1 | 5      | 2      | +3  | 13  |
| 3   | Atlético Mineiro (CS) | 6 | 2 | 0 | 4 | 6      | 10     | −4  | 6   |
| 4   | Zamora                | 6 | 1 | 0 | 5 | 6      | 10     | −4  | 3   |

|                  | CNA | CER | ZAM | ATM |
| ---------------- | --- | --- | --- | --- |
| Club Nacional    | –   | 1:1 | 1:0 | 1:0 |
| Cerro Porteño    | 1:0 | –   | 2:1 | 4:1 |
| Zamora           | 0:1 | 2:1 | –   | 1:2 |
| Atlético Mineiro | 0:1 | 0:1 | 3:2 | –   |

### Grupa F
| Lp. | Drużyna          | M | Z | R | P | Bramki | Bramki | +/– | Pkt |
| --- | ---------------- | - | - | - | - | ------ | ------ | --- | --- |
| 1   | SE Palmeiras (A) | 6 | 5 | 0 | 1 | 13     | 1      | +12 | 15  |
| 2   | San Lorenzo (A)  | 6 | 3 | 1 | 2 | 4      | 2      | +2  | 10  |
| 3   | Melgar (CS)      | 6 | 2 | 1 | 3 | 2      | 9      | −7  | 7   |
| 4   | Atlético Junior  | 6 | 1 | 0 | 5 | 1      | 8      | −7  | 3   |

|                 | PAL | SAL | ATJ | MEL |
| --------------- | --- | --- | --- | --- |
| SE Palmeiras    | –   | 1:0 | 3:0 | 3:0 |
| San Lorenzo     | 1:0 | –   | 1:0 | 2:0 |
| Atlético Junior | 0:2 | 1:0 | –   | 0:1 |
| Melgar          | 0:4 | 0:0 | 1:0 | –   |

### Grupa G
| Lp. | Drużyna                  | M | Z | R | P | Bramki | Bramki | +/– | Pkt |
| --- | ------------------------ | - | - | - | - | ------ | ------ | --- | --- |
| 1   | CA Boca Juniors (A)      | 6 | 3 | 2 | 1 | 11     | 6      | +5  | 11  |
| 2   | Athletico Paranaense (A) | 6 | 3 | 0 | 3 | 11     | 6      | +5  | 9   |
| 3   | Deportes Tolima (CS)     | 6 | 2 | 2 | 2 | 7      | 8      | −1  | 8   |
| 4   | Jorge Wilstermann        | 6 | 1 | 2 | 3 | 5      | 14     | −9  | 5   |

|                      | BJU | ATP | WIL | DTO |
| -------------------- | --- | --- | --- | --- |
| CA Boca Juniors      | –   | 2:1 | 4:0 | 3:0 |
| Athletico Paranaense | 3:0 | –   | 4:0 | 1:0 |
| Jorge Wilstermann    | 0:0 | 3:2 | –   | 0:2 |
| Deportes Tolima      | 2:2 | 1:0 | 2:2 | –   |

### Grupa H
| Lp. | Drużyna                   | M | Z | R | P | Bramki | Bramki | +/– | Pkt |
| --- | ------------------------- | - | - | - | - | ------ | ------ | --- | --- |
| 1   | Club Libertad (A)         | 6 | 4 | 0 | 2 | 11     | 7      | +4  | 12  |
| 2   | Grêmio Porto Alegre (A)   | 6 | 3 | 1 | 2 | 8      | 4      | +4  | 10  |
| 3   | Universidad Católica (CS) | 6 | 2 | 1 | 3 | 7      | 11     | −4  | 7   |
| 4   | Rosario Central           | 6 | 1 | 2 | 3 | 6      | 10     | −4  | 5   |

|                      | GPA | UCS | ROS | LIB |
| -------------------- | --- | --- | --- | --- |
| Grêmio Porto Alegre  | –   | 2:0 | 3:1 | 0:1 |
| Universidad Católica | 1:0 | –   | 2:1 | 2:3 |
| Rosario Central      | 1:1 | 1:1 | –   | 2:1 |
| Club Libertad        | 0:2 | 4:1 | 2:0 | –   |

## Faza pucharowa
Od tej rundy aż do zakończenia turnieju obowiązuje system pucharowy według następujących zasad:
- w każdej z rund (z wyjątkiem finału), zakwalifikowane zespoły rozgrywają dwumecz z przeciwnikiem wyłonionym w drodze losowania, zespół o wyższym rozstawieniu jest gospodarzem rewanżowego spotkania,
- dla rozstrzygnięcia meczów w 1/8 finału, ćwierćfinałach i półfinałach stosowana jest Zasada przewagi bramek zdobytych w meczach wyjazdowych. Jeżeli ona nie pozwala wyłonić zwycięzcy rozgrywana jest seria rzutów z punktu karnego,
- W przypadku wyniku remisowego w meczu finałowym rozgrywana jest 30-minutowa dogrywka, a w przypadku dalszego braku rozstrzygnięcia rozgrywana jest seria rzutów z punktu karnego.

W porównaniu do poprzednich edycji w formacie turnieju nastąpiły następujące zmiany:
- finał rozgrywany jest w formie jednego meczu, a nie dwumeczu jak dotychczas

Rozstawienie
Drużyny, które zajęły pierwsze miejsca w swoich grupach będą rozstawione w losowaniu z numerami 1-8, natomiast te z drugich miejsc będą nierozstawione i otrzymają numery 9-16. Podział numerów dokonany zostanie na podstawie wyników osiągniętych w fazie grupowej i na tej podstawie będą stworzone dwie oddzielne klasyfikacje: dla drużyn rozstawionych i nierozstawionych.
| Nr | Gr | Drużyna              | Mecze | W | R | P | Bramki | Bramki | +/- | Pkt |
| -- | -- | -------------------- | ----- | - | - | - | ------ | ------ | --- | --- |
| 1  | F  | SE Palmeiras         | 6     | 5 | 0 | 1 | 13     | 1      | +12 | 15  |
| 2  | B  | Cruzeiro EC          | 6     | 5 | 0 | 1 | 11     | 2      | +9  | 15  |
| 3  | A  | SC Internacional     | 6     | 4 | 2 | 0 | 11     | 6      | +5  | 14  |
| 4  | E  | Cerro Porteño        | 6     | 4 | 1 | 1 | 10     | 5      | +5  | 13  |
| 5  | H  | Club Libertad        | 6     | 4 | 0 | 2 | 11     | 7      | +4  | 12  |
| 6  | G  | CA Boca Juniors      | 6     | 3 | 2 | 1 | 11     | 6      | +5  | 11  |
| 7  | D  | CR Flamengo          | 6     | 3 | 1 | 2 | 11     | 5      | +6  | 10  |
| 8  | C  | Olimpia              | 6     | 2 | 3 | 1 | 9      | 6      | +3  | 9   |
| 9  | E  | Club Nacional        | 6     | 4 | 1 | 1 | 5      | 2      | +3  | 13  |
| 10 | A  | River Plate          | 6     | 2 | 4 | 0 | 10     | 5      | +5  | 10  |
| 11 | D  | LDU Quito            | 6     | 3 | 1 | 2 | 12     | 8      | +4  | 10  |
| 12 | H  | Grêmio Porto Alegre  | 6     | 3 | 1 | 2 | 8      | 4      | +4  | 10  |
| 13 | F  | San Lorenzo          | 6     | 3 | 1 | 2 | 4      | 2      | +2  | 10  |
| 14 | G  | Athletico Paranaense | 6     | 3 | 0 | 3 | 11     | 6      | +5  | 9   |
| 15 | C  | Godoy Cruz           | 6     | 2 | 3 | 1 | 5      | 3      | +2  | 9   |
| 16 | B  | CS Emelec            | 6     | 2 | 3 | 1 | 6      | 5      | +1  | 9   |

Zasady ustalania kolejności: 1. liczba zdobytych punktów; 2. stosunek bramek; 3. liczba bramek strzelonych; 4. liczba bramek strzelonych na wyjeździe; 5. ranking CONMEBOL

### Drabinka
|  |                                               |                                               |                                               |                                               |                                               |   |   |                                      |                                      |                                      |                                      |                                      |  |  |                                     |                                     |                                     |                                     |                                     |  |  |                      |                      |                      |
|  | 1/8 finału (24-26 lipca, 31 lipca-2 sierpnia) | 1/8 finału (24-26 lipca, 31 lipca-2 sierpnia) | 1/8 finału (24-26 lipca, 31 lipca-2 sierpnia) | 1/8 finału (24-26 lipca, 31 lipca-2 sierpnia) | 1/8 finału (24-26 lipca, 31 lipca-2 sierpnia) |   |   | Ćwierćfinały (20-22, 27-29 sierpnia) | Ćwierćfinały (20-22, 27-29 sierpnia) | Ćwierćfinały (20-22, 27-29 sierpnia) | Ćwierćfinały (20-22, 27-29 sierpnia) | Ćwierćfinały (20-22, 27-29 sierpnia) |  |  | Półfinały (1-2, 22-23 października) | Półfinały (1-2, 22-23 października) | Półfinały (1-2, 22-23 października) | Półfinały (1-2, 22-23 października) | Półfinały (1-2, 22-23 października) |  |  | Finał (23 listopada) | Finał (23 listopada) | Finał (23 listopada) |
|  | 1/8 finału (24-26 lipca, 31 lipca-2 sierpnia) | 1/8 finału (24-26 lipca, 31 lipca-2 sierpnia) | 1/8 finału (24-26 lipca, 31 lipca-2 sierpnia) | 1/8 finału (24-26 lipca, 31 lipca-2 sierpnia) | 1/8 finału (24-26 lipca, 31 lipca-2 sierpnia) |   |   | Ćwierćfinały (20-22, 27-29 sierpnia) | Ćwierćfinały (20-22, 27-29 sierpnia) | Ćwierćfinały (20-22, 27-29 sierpnia) | Ćwierćfinały (20-22, 27-29 sierpnia) | Ćwierćfinały (20-22, 27-29 sierpnia) |  |  | Półfinały (1-2, 22-23 października) | Półfinały (1-2, 22-23 października) | Półfinały (1-2, 22-23 października) | Półfinały (1-2, 22-23 października) | Półfinały (1-2, 22-23 października) |  |  | Finał (23 listopada) | Finał (23 listopada) | Finał (23 listopada) |
|  |                                               |                                               |                                               |                                               |                                               |   |   |                                      |                                      |                                      |                                      |                                      |  |  |                                     |                                     |                                     |                                     |                                     |  |  |                      |                      |                      |
|  |                                               |                                               |                                               |                                               |                                               |   |   |                                      |                                      |                                      |                                      |                                      |  |  |                                     |                                     |                                     |                                     |                                     |  |  |                      |                      |                      |
|  | 12                                            | Grêmio Porto Alegre                           | 2                                             | 3                                             | 5                                             |   |   |                                      |                                      |                                      |                                      |                                      |  |  |                                     |                                     |                                     |                                     |                                     |  |  |                      |                      |                      |
|  | 12                                            | Grêmio Porto Alegre                           | 2                                             | 3                                             | 5                                             |   |   |                                      |                                      |                                      |                                      |                                      |  |  |                                     |                                     |                                     |                                     |                                     |  |  |                      |                      |                      |
|  | 5                                             | Club Libertad                                 | 0                                             | 0                                             | 0                                             |   |   |                                      |                                      |                                      |                                      |                                      |  |  |                                     |                                     |                                     |                                     |                                     |  |  |                      |                      |                      |
|  | 5                                             | Club Libertad                                 | 0                                             | 0                                             | 0                                             |   |   | 12                                   | Grêmio Porto Alegre                  | 0                                    | 2                                    | 2 (wyj.)                             |  |  |                                     |                                     |                                     |                                     |                                     |  |  |                      |                      |                      |
|  |                                               |                                               |                                               |                                               |                                               |   |   | 12                                   | Grêmio Porto Alegre                  | 0                                    | 2                                    | 2 (wyj.)                             |  |  |                                     |                                     |                                     |                                     |                                     |  |  |                      |                      |                      |
|  |                                               |                                               | 1                                             | SE Palmeiras                                  | 1                                             | 1 | 2 |                                      |                                      |                                      |                                      |                                      |  |  |                                     |                                     |                                     |                                     |                                     |  |  |                      |                      |                      |
|  | 15                                            | Godoy Cruz                                    | 1                                             | SE Palmeiras                                  | 1                                             | 1 | 2 | 2                                    | 0                                    | 2                                    |                                      |                                      |  |  |                                     |                                     |                                     |                                     |                                     |  |  |                      |                      |                      |
|  | 15                                            | Godoy Cruz                                    |                                               |                                               |                                               |   |   |                                      |                                      | 2                                    |                                      |                                      |  |  |                                     |                                     |                                     |                                     |                                     |  |  |                      |                      |                      |
|  | 1                                             | SE Palmeiras                                  | 2                                             | 4                                             | 6                                             |   |   |                                      |                                      |                                      |                                      |                                      |  |  |                                     |                                     |                                     |                                     |                                     |  |  |                      |                      |                      |
|  | 1                                             | SE Palmeiras                                  | 2                                             | 4                                             | 6                                             |   |   | 12                                   | Grêmio Porto Alegre                  | 1                                    | 0                                    | 1                                    |  |  |                                     |                                     |                                     |                                     |                                     |  |  |                      |                      |                      |
|  |                                               |                                               |                                               |                                               |                                               |   |   |                                      |                                      |                                      |                                      |                                      |  |  |                                     |                                     |                                     |                                     |                                     |  |  |                      |                      |                      |
|  |                                               |                                               | 7                                             | CR Flamengo                                   | 1                                             | 5 | 6 |                                      |                                      |                                      |                                      |                                      |  |  |                                     |                                     |                                     |                                     |                                     |  |  |                      |                      |                      |
|  | 16                                            | CS Emelec                                     | 7                                             | CR Flamengo                                   | 1                                             | 5 | 6 | 2                                    | 0                                    | 2 k. (2)                             |                                      |                                      |  |  |                                     |                                     |                                     |                                     |                                     |  |  |                      |                      |                      |
|  | 16                                            | CS Emelec                                     |                                               |                                               |                                               |   |   |                                      |                                      | 2 k. (2)                             |                                      |                                      |  |  |                                     |                                     |                                     |                                     |                                     |  |  |                      |                      |                      |
|  | 7                                             | CR Flamengo                                   | 0                                             | 2                                             | 2 k. (4)                                      |   |   |                                      |                                      |                                      |                                      |                                      |  |  |                                     |                                     |                                     |                                     |                                     |  |  |                      |                      |                      |
|  | 7                                             | CR Flamengo                                   | 0                                             | 2                                             | 2 k. (4)                                      |   |   | 7                                    | CR Flamengo                          | 2                                    | 1                                    | 3                                    |  |  |                                     |                                     |                                     |                                     |                                     |  |  |                      |                      |                      |
|  |                                               |                                               |                                               |                                               |                                               |   |   | 7                                    | CR Flamengo                          | 2                                    | 1                                    | 3                                    |  |  |                                     |                                     |                                     |                                     |                                     |  |  |                      |                      |                      |
|  |                                               |                                               | 3                                             | SC Internacional                              | 0                                             | 1 | 1 |                                      |                                      |                                      |                                      |                                      |  |  |                                     |                                     |                                     |                                     |                                     |  |  |                      |                      |                      |
|  | 9                                             | Club Nacional                                 | 3                                             | SC Internacional                              | 0                                             | 1 | 1 | 0                                    | 0                                    | 0                                    |                                      |                                      |  |  |                                     |                                     |                                     |                                     |                                     |  |  |                      |                      |                      |
|  | 9                                             | Club Nacional                                 |                                               |                                               |                                               |   |   |                                      |                                      | 0                                    |                                      |                                      |  |  |                                     |                                     |                                     |                                     |                                     |  |  |                      |                      |                      |
|  | 3                                             | SC Internacional                              | 1                                             | 2                                             | 3                                             |   |   |                                      |                                      |                                      |                                      |                                      |  |  |                                     |                                     |                                     |                                     |                                     |  |  |                      |                      |                      |
|  | 3                                             | SC Internacional                              | 1                                             | 2                                             | 3                                             |   |   | 7                                    | CR Flamengo                          | 2                                    |                                      |                                      |  |  |                                     |                                     |                                     |                                     |                                     |  |  |                      |                      |                      |
|  |                                               |                                               |                                               |                                               |                                               |   |   |                                      |                                      |                                      |                                      |                                      |  |  |                                     |                                     |                                     |                                     |                                     |  |  |                      |                      |                      |
|  |                                               |                                               | 10                                            | River Plate                                   | 1                                             |   |   |                                      |                                      |                                      |                                      |                                      |  |  |                                     |                                     |                                     |                                     |                                     |  |  |                      |                      |                      |
|  | 10                                            | River Plate                                   | 10                                            | River Plate                                   | 1                                             | 0 | 0 | 0 k. (4)                             |                                      |                                      |                                      |                                      |  |  |                                     |                                     |                                     |                                     |                                     |  |  |                      |                      |                      |
|  | 10                                            | River Plate                                   |                                               |                                               |                                               |   |   |                                      |                                      |                                      |                                      |                                      |  |  |                                     |                                     |                                     |                                     |                                     |  |  |                      |                      |                      |
|  | 2                                             | Cruzeiro EC                                   | 0                                             | 0                                             | 0 k. (2)                                      |   |   |                                      |                                      |                                      |                                      |                                      |  |  |                                     |                                     |                                     |                                     |                                     |  |  |                      |                      |                      |
|  | 2                                             | Cruzeiro EC                                   | 0                                             | 0                                             | 0 k. (2)                                      |   |   | 10                                   | River Plate                          | 2                                    | 1                                    | 3                                    |  |  |                                     |                                     |                                     |                                     |                                     |  |  |                      |                      |                      |
|  |                                               |                                               |                                               |                                               |                                               |   |   | 10                                   | River Plate                          | 2                                    | 1                                    | 3                                    |  |  |                                     |                                     |                                     |                                     |                                     |  |  |                      |                      |                      |
|  |                                               |                                               | 4                                             | Cerro Porteño                                 | 0                                             | 1 | 1 |                                      |                                      |                                      |                                      |                                      |  |  |                                     |                                     |                                     |                                     |                                     |  |  |                      |                      |                      |
|  | 13                                            | San Lorenzo                                   | 4                                             | Cerro Porteño                                 | 0                                             | 1 | 1 | 0                                    | 1                                    | 1                                    |                                      |                                      |  |  |                                     |                                     |                                     |                                     |                                     |  |  |                      |                      |                      |
|  | 13                                            | San Lorenzo                                   |                                               |                                               |                                               |   |   |                                      |                                      | 1                                    |                                      |                                      |  |  |                                     |                                     |                                     |                                     |                                     |  |  |                      |                      |                      |
|  | 4                                             | Cerro Porteño                                 | 0                                             | 2                                             | 2                                             |   |   |                                      |                                      |                                      |                                      |                                      |  |  |                                     |                                     |                                     |                                     |                                     |  |  |                      |                      |                      |
|  | 4                                             | Cerro Porteño                                 | 0                                             | 2                                             | 2                                             |   |   | 10                                   | River Plate                          | 2                                    | 0                                    | 2                                    |  |  |                                     |                                     |                                     |                                     |                                     |  |  |                      |                      |                      |
|  |                                               |                                               |                                               |                                               |                                               |   |   |                                      |                                      |                                      |                                      |                                      |  |  |                                     |                                     |                                     |                                     |                                     |  |  |                      |                      |                      |
|  |                                               |                                               | 6                                             | CA Boca Juniors                               | 0                                             | 1 | 1 |                                      |                                      |                                      |                                      |                                      |  |  |                                     |                                     |                                     |                                     |                                     |  |  |                      |                      |                      |
|  | 11                                            | LDU Quito                                     | 6                                             | CA Boca Juniors                               | 0                                             | 1 | 1 | 3                                    | 1                                    | 4                                    |                                      |                                      |  |  |                                     |                                     |                                     |                                     |                                     |  |  |                      |                      |                      |
|  | 11                                            | LDU Quito                                     |                                               |                                               |                                               |   |   |                                      |                                      | 4                                    |                                      |                                      |  |  |                                     |                                     |                                     |                                     |                                     |  |  |                      |                      |                      |
|  | 8                                             | Olimpia                                       | 1                                             | 1                                             | 2                                             |   |   |                                      |                                      |                                      |                                      |                                      |  |  |                                     |                                     |                                     |                                     |                                     |  |  |                      |                      |                      |
|  | 8                                             | Olimpia                                       | 1                                             | 1                                             | 2                                             |   |   | 11                                   | LDU Quito                            | 0                                    | 0                                    | 0                                    |  |  |                                     |                                     |                                     |                                     |                                     |  |  |                      |                      |                      |
|  |                                               |                                               |                                               |                                               |                                               |   |   | 11                                   | LDU Quito                            | 0                                    | 0                                    | 0                                    |  |  |                                     |                                     |                                     |                                     |                                     |  |  |                      |                      |                      |
|  |                                               |                                               | 6                                             | CA Boca Juniors                               | 3                                             | 0 | 3 |                                      |                                      |                                      |                                      |                                      |  |  |                                     |                                     |                                     |                                     |                                     |  |  |                      |                      |                      |
|  | 14                                            | Athletico Paranaense                          | 6                                             | CA Boca Juniors                               | 3                                             | 0 | 3 | 0                                    | 0                                    | 0                                    |                                      |                                      |  |  |                                     |                                     |                                     |                                     |                                     |  |  |                      |                      |                      |
|  | 14                                            | Athletico Paranaense                          |                                               |                                               |                                               |   |   |                                      |                                      | 0                                    |                                      |                                      |  |  |                                     |                                     |                                     |                                     |                                     |  |  |                      |                      |                      |
|  | 6                                             | CA Boca Juniors                               | 1                                             | 2                                             | 3                                             |   |   |                                      |                                      |                                      |                                      |                                      |  |  |                                     |                                     |                                     |                                     |                                     |  |  |                      |                      |                      |
|  | 6                                             | CA Boca Juniors                               | 1                                             | 2                                             | 3                                             |   |   |                                      |                                      |                                      |                                      |                                      |  |  |                                     |                                     |                                     |                                     |                                     |  |  |                      |                      |                      |
|  |                                               |                                               |                                               |                                               |                                               |   |   |                                      |                                      |                                      |                                      |                                      |  |  |                                     |                                     |                                     |                                     |                                     |  |  |                      |                      |                      |

### 1/8 finału
| Drużyna 1                            | Wynik dwumeczu | Drużyna 2        | Pierwszy mecz | Drugi mecz |
| ------------------------------------ | -------------- | ---------------- | ------------- | ---------- |
| River Plate                          | 0:0 (k. 4:2)   | Cruzeiro EC      | 0:0           | 0:0        |
| Godoy Cruz                           | 2:6            | SE Palmeiras     | 2:2           | 0:4        |
| CS Emelec                            | 2:2 (k. 2:4)   | CR Flamengo      | 2:0           | 0:2        |
| LDU Quito                            | 4:2            | Olimpia          | 3:1           | 1:1        |
| Athletico Paranaense                 | 0:3            | CA Boca Juniors  | 0:1           | 0:2        |
| Club Nacional                        | 0:3            | SC Internacional | 0:1           | 0:2        |
| Grêmio Porto Alegre                  | 5:0            | Club Libertad    | 2:0           | 3:0        |
| San Lorenzo                          | 1:2            | Cerro Porteño    | 0:0           | 1:2        |
| Po lewej gospodarz pierwszego meczu. |                |                  |               |            |

Dwumecz A
| 24 lipca 2019 00:15 CET | River Plate | 0:0(0:0)Raport | Cruzeiro EC | Estadio Monumental, Buenos Aires Sędzia: Julio Bascuñán |
|                         |             |                |             |                                                         |

| 31 lipca 2019 00:15 CET           | Cruzeiro EC | 0:0 k. 2:4(0:0)Raport                          | River Plate | Estádio Mineirão, Belo Horizonte Sędzia: Roberto Tobar |
|                                   |             |                                                |             |                                                        |
|                                   |             | Rzuty karne                                    |             |                                                        |
| Henrique · Fred · David · Robinho |             | De La Cruz · Montiel · Martínez Quarta · Borré |             |                                                        |

Dwumecz B
| 24 lipca 2019 02:30 CET | Godoy Cruz · García 5', 28' | 2:2(2:1)Raport | SE Palmeiras · Felipe Melo 33' · Borja 58' | Estadio Malvinas Argentinas, Mendoza Sędzia: Wilmar Roldán |
|                         |                             |                |                                            |                                                            |

| 31 lipca 2019 02:30 CET | SE Palmeiras · Veiga 56' (k.) · Borja 74' · Scarpa 83' · Dudu 90+3' | 4:0(0:0)Raport | Godoy Cruz | Allianz Parque, São Paulo Sędzia: Esteban Ostojich |
|                         |                                                                     |                |            |                                                    |

Dwumecz C
| 25 lipca 2019 02:30 CET | CS Emelec · Godoy 10' · Caicedo 79' | 2:0(1:0)Raport | CR Flamengo | Estadio George Capwell, Guayaquil Sędzia: Fernando Rapallini |
|                         |                                     |                |             |                                                              |

| 1 sierpnia 2019 02:30 CET                       | CR Flamengo · Gabriel Barbosa 9' (k.), 18' | 2:0 k. 4:2(2:0)Raport                 | CS Emelec | Maracanã, Rio de Janeiro Sędzia: Néstor Pitana |
|                                                 |                                            |                                       |           |                                                |
|                                                 |                                            | Rzuty karne                           |           |                                                |
| De Arrascaeta · Bruno Henrique · Renê · Rafinha |                                            | B. Angulo · Cortez · Arroyo · Queiroz |           |                                                |

Dwumecz D
| 24 lipca 2019 02:30 CET | LDU Quito · Ayoví 12' · J. Julio 73' · Aguirre 85' | 3:1(1:0)Raport | Olimpia · Rojas 61' | Estadio Rodrigo Paz Delgado, Quito Sędzia: Patricio Loustau |
|                         |                                                    |                |                     |                                                             |

| 31 lipca 2019 02:30 CET | Olimpia · Mendieta 34' | 1:1(1:1)Raport | LDU Quito · J. Julio 19' | Estadio Defensores del Chaco, Asunción Sędzia: Diego Haro |
|                         |                        |                |                          |                                                           |

Dwumecz E
| 25 lipca 2019 02:30 CET | Athletico Paranaense | 0:1(0:0)Raport | CA Boca Juniors · Mac Allister 83' | Estádio Joaquim Américo Guimarães, Kurytyba Sędzia: Daniel Fedorczuk |
|                         |                      |                |                                    |                                                                      |

| 1 sierpnia 2019 02:30 CET | CA Boca Juniors · Ábila 56' · Salvio 90+4' | 2:0(0:0)Raport | Athletico Paranaense | Estadio Alberto J. Armando, Buenos Aires Sędzia: Julio Bascuñán |
|                           |                                            |                |                      |                                                                 |

Dwumecz F
| 25 lipca 2019 00:15 CET | Club Nacional | 0:1(0:0)Raport | SC Internacional · Guerrero 90' | Estadio Gran Parque Central, Montevideo Sędzia: Néstor Pitana |
|                         |               |                |                                 |                                                               |

| 1 sierpnia 2019 00:15 CET | SC Internacional · Rodrigo Moledo 16' · Guerrero 90+3' | 2:0(1:0)Raport | Club Nacional | Estádio Beira-Rio, Porto Alegre Sędzia: Fernando Rapallini |
|                           |                                                        |                |               |                                                            |

Dwumecz G
| 26 lipca 2019 02:30 CET | Grêmio Porto Alegre · Tardelli 70' · Braz 83' | 2:0(0:0)Raport | Club Libertad | Arena do Grêmio, Porto Alegre Sędzia: Esteban Ostojich |
|                         |                                               |                |               |                                                        |

| 2 sierpnia 2019 02:30 CET | Club Libertad | 0:3(0:3)Raport | Grêmio Porto Alegre · Jean Pyerre 5' (k.) · André Felipe 19', 45+1' | Estadio Defensores del Chaco, Asunción Sędzia: Víctor Carrillo |
|                           |               |                |                                                                     |                                                                |

Dwumecz H
| 25 lipca 2019 00:15 CET | San Lorenzo | 0:0(0:0)Raport | Cerro Porteño | Estadio Pedro Bidegain, Buenos Aires Sędzia: Roberto Tobar |
|                         |             |                |               |                                                            |

| 1 sierpnia 2019 00:15 CET | Cerro Porteño · Larrivey 55' (k.) · Ruiz 62' | 2:1(0:1)Raport | San Lorenzo · Bareiro 17' (k.) | Estadio General Pablo Rojas, Asunción Sędzia: Wilmar Roldán |
|                           |                                              |                |                                |                                                             |

### Ćwierćfinały
| Drużyna 1                            | Wynik dwumeczu | Drużyna 2        | Pierwszy mecz | Drugi mecz |
| ------------------------------------ | -------------- | ---------------- | ------------- | ---------- |
| River Plate                          | 3:1            | Cerro Porteño    | 2:0           | 1:1        |
| Grêmio Porto Alegre                  | 2:2 (br. wyj.) | SE Palmeiras     | 0:1           | 2:1        |
| CR Flamengo                          | 3:1            | SC Internacional | 2:0           | 1:1        |
| LDU Quito                            | 0:3            | CA Boca Juniors  | 0:3           | 0:0        |
| Po lewej gospodarz pierwszego meczu. |                |                  |               |            |

Dwumecz S1
| 23 sierpnia 2019 02:30 CET | River Plate · Fernández 7' (k.) · Borré 64' (k.) | 2:0(1:0)Raport | Cerro Porteño | Estadio Monumental, Buenos Aires Sędzia: Víctor Carrillo |
|                            |                                                  |                |               |                                                          |

| 30 sierpnia 2019 02:30 CET | Cerro Porteño · Valdez 7' | 1:1(1:0)Raport | River Plate · De La Cruz 51' | Estadio General Pablo Rojas, Asunción Sędzia: Julio Bascuñán |
|                            |                           |                |                              |                                                              |

Dwumecz S2
| 21 sierpnia 2019 02:30 CET | Grêmio Porto Alegre | 0:1(0:1)Raport | SE Palmeiras · Scarpa 30' | Arena do Grêmio, Porto Alegre Sędzia: Patricio Loustau |
|                            |                     |                |                           |                                                        |

| 28 sierpnia 2019 02:30 CET | SE Palmeiras · Luiz Adriano 13' | 1:2(1:2)Raport | Grêmio Porto Alegre · Everton 17' · Alisson 21' | Estádio do Pacaembu, São Paulo Sędzia: Néstor Pitana |
|                            |                                 |                |                                                 |                                                      |

Dwumecz S3
| 22 sierpnia 2019 02:30 CET | CR Flamengo · Bruno Henrique 74', 78' | 2:0(0:0)Raport | SC Internacional | Maracanã, Rio de Janeiro Sędzia: Roberto Tobar |
|                            |                                       |                |                  |                                                |

| 29 sierpnia 2019 02:30 CET | SC Internacional · Lindoso 61' | 1:1(0:0)Raport | CR Flamengo · Gabriel Barbosa 84' | Estádio Beira-Rio, Porto Alegre Sędzia: Patricio Loustau |
|                            |                                |                |                                   |                                                          |

Dwumecz S4
| 22 sierpnia 2019 00:15 CET | LDU Quito | 0:3(0:1)Raport | CA Boca Juniors · Ábila 10' · Reynoso 46' · Caicedo 80' (sam.) | Estadio Rodrigo Paz Delgado, Quito Sędzia: Wilmar Roldán |
|                            |           |                |                                                                |                                                          |

| 29 sierpnia 2019 00:15 CET | CA Boca Juniors | 0:0(0:0)Raport | LDU Quito | Estadio Alberto J. Armando, Buenos Aires Sędzia: Wilton Sampaio |
|                            |                 |                |           |                                                                 |

### Półfinały
| Drużyna 1                            | Wynik dwumeczu | Drużyna 2       | Pierwszy mecz | Drugi mecz |
| ------------------------------------ | -------------- | --------------- | ------------- | ---------- |
| River Plate                          | 2:1            | CA Boca Juniors | 2:0           | 0:1        |
| Grêmio Porto Alegre                  | 1:6            | CR Flamengo     | 1:1           | 0:5        |
| Po lewej gospodarz pierwszego meczu. |                |                 |               |            |

Dwumecz F1
| 2 października 2019 02:30 CET | River Plate · Borré 6' (k.) · Fernández 69' | 2:0(1:0)Raport | CA Boca Juniors | Estadio Monumental, Buenos Aires Sędzia: Raphael Claus |
|                               |                                             |                |                 |                                                        |

| 23 października 2019 02:30 CET | CA Boca Juniors · Hurtado 79' | 1:0(0:0)Raport | River Plate | Estadio Alberto J. Armando, Buenos Aires Sędzia: Wilton Sampaio |
|                                |                               |                |             |                                                                 |

Dwumecz F2
| 3 października 2019 02:30 CET | Grêmio Porto Alegre · Pepê 87' | 1:1(0:0)Raport | CR Flamengo · Bruno Henrique 68' | Arena do Grêmio, Porto Alegre Sędzia: Néstor Pitana |
|                               |                                |                |                                  |                                                     |

| 24 października 2019 02:30 CET | CR Flamengo · Bruno Henrique 42' · Gabriel Barbosa 46', 55' (k.) · Marí 66' · Rodrigo Caio 70' | 5:0(1:0)Raport | Grêmio Porto Alegre | Maracanã, Rio de Janeiro Sędzia: Patricio Loustau |
|                                |                                                                                                |                |                     |                                                   |

### Finał
Pierwotnie mecz finałowy miał zostać rozegrany na stadionie Estadio Nacional de Chile w Santiago. Ze względu na protesty w Chile zmieniono lokalizację finału na Estadio Monumental w Limie.
| 23 listopada 2019 21:30 CET | CR Flamengo · Gabriel Barbosa 89', 90+2' | 2:1(0:1)Raport | River Plate · Borré 14' | Estadio Monumental, Lima Sędzia: Roberto Tobar |
|                             |                                          |                |                         |                                                |

| Flamengo | River Plate |

| BR          | 1  | Diego Alves            |              |       |
| OB          | 18 | Rafinha                | 79'          |       |
| OB          | 3  | Rodrigo Caio           |              |       |
| OB          | 24 | Pablo Marí             | 54'          |       |
| OB          | 21 | Filipe Luís            |              |       |
| PO          | 5  | Willian Arão           |              | 85'   |
| PO          | 15 | Gerson                 |              | 65'   |
| PO          | 7  | Éverton Ribeiro (c)    |              |       |
| PO          | 14 | Giorgian De Arrascaeta |              | 90+2' |
| PO          | 27 | Bruno Henrique         |              |       |
| NA          | 9  | Gabriel Barbosa        | 90+2', 90+5' |       |
| Rezerwowi:  |    |                        |              |       |
| BR          | 12 | César                  |              |       |
| OB          | 2  | Rodinei                |              |       |
| OB          | 4  | Rhodolfo               |              |       |
| OB          | 6  | Renê                   |              |       |
| OB          | 26 | Matheus Thuler         |              |       |
| PO          | 10 | Diego                  |              | 65'   |
| PO          | 13 | Vinícius               |              |       |
| PO          | 19 | Reinier                |              |       |
| PO          | 25 | Robert Piris           |              | 90+2' |
| NA          | 11 | Vitinho                |              | 85'   |
| NA          | 20 | Lincoln                |              |       |
| NA          | 28 | Orlando Berrío         |              |       |
| Trener:     |    |                        |              |       |
| Jorge Jesus |    |                        |              |       |

| BR               | 1  | Franco Armani          |       |     |
| OB               | 29 | Gonzalo Montiel        |       |     |
| OB               | 28 | Lucas Martínez Quarta  |       |     |
| OB               | 22 | Javier Pinola (c)      |       |     |
| OB               | 20 | Milton Casco           | 29'   | 76' |
| PO               | 24 | Enzo Pérez             | 70'   |     |
| PO               | 26 | Ignacio Fernández      |       | 68' |
| PO               | 15 | Exequiel Palacios      | 90+5' |     |
| PO               | 11 | Nicolás De La Cruz     |       |     |
| NA               | 19 | Rafael Santos Borré    |       | 74' |
| NA               | 7  | Matías Suárez          | 45+1' |     |
| Rezerwowi:       |    |                        |       |     |
| BR               | 14 | Germán Lux             |       |     |
| BR               | 25 | Enrique Bologna        |       |     |
| OB               | 2  | Robert Rojas           |       |     |
| OB               | 4  | Fabrizio Angileri      |       |     |
| OB               | 6  | Paulo Díaz             |       | 76' |
| PO               | 5  | Bruno Zuculini         |       |     |
| PO               | 10 | Juan Fernando Quintero |       |     |
| PO               | 21 | Cristian Ferreira      |       |     |
| PO               | 23 | Leonardo Ponzio        |       |     |
| NA               | 9  | Julián Álvarez         |       | 68' |
| NA               | 27 | Lucas Pratto           |       | 74' |
| NA               | 30 | Ignacio Scocco         |       |     |
| Trener:          |    |                        |       |     |
| Marcelo Gallardo |    |                        |       |     |

| Asystenci sędziego: Christian Schiemann Claudio Ríos Sędzia techniczny: Andrés Rojas Sędzia wideo: Esteban Ostojich Sędziowie asystenci wideo: Piero Maza Alexander Guzmán Víctor Carrillo |

## Klasyfikacja strzelców
| P. | Zawodnik                 | Drużyna                   | Gole |
| -- | ------------------------ | ------------------------- | ---- |
| 1. | Gabriel Barbosa          | CR Flamengo               | 9    |
| 2. | Adrián Emmanuel Martínez | Club Libertad             | 6    |
| 2. | Marco Ruben              | Athletico Paranaense      | 6    |
| 2. | Gustavo Scarpa           | SE Palmeiras              | 6    |
| 5. | Bruno Henrique           | CR Flamengo               | 5    |
| 5. | Ricardo Oliveira         | Atlético Mineiro          | 5    |
| 5. | Patricio Rubio           | Universidad de Concepción | 5    |

Źródło: